# Наранхо
Наранхо (Naranjo) — современное название городища майя в департаменте Эль-Петен в Гватемале, а также столица Саальского царства.
Городище было повторно открыто в 1905 году австрийским исследователем Т. Малером и находится в междуречье рек Хольмуль и Мопан на территории современной Гватемалы, недалеко от границы с Белизом.
В Наранхо (настоящее название — Уак Кабналь) раскопок почти не проводилось, но найденные здесь образцы керамики, являются шедеврами среди изделий майя классического периода. Самая ранняя дата, найденная в городище — 475 год н. э. (Стела 41).
В пору своего расцвета, выпавшего на классический период истории майя, царство Сааль, столицей которого и был Наранхо, занимало ключевые позиции, наравне с Тикалем, Калакмулем и Караколем.
На полпути от Наранхо к Сипакате расположен национальный парк.

## Правители Наранхо (Сааля)
- 30 неизвестных по именам царей
- Ик-Мин
- Пуй-Пуй-Ахав (III век до н. э.)
- Цикин-Балам (Tzik’in Bahlam) (?)
- Наац-Чан-Ак (Naatz Chan Ahk) (?)
- Кинич-Тахаль-Чак (K’inich Tajal Chac) (?)
- неизвестный по имени царь («Правитель 34») (?)
- Ах-Восаль-Чан-Кинич (Aj Wosal Chan K’inich) (545—616)

- Кушах-Чан-Кинич (K’uxaj (Chan) K’inich) (?)
- Какх-Чан-Чак (K’ahk Skull Chan Chaak) (ранее 644 — после 680)
- Иш-Вак-Чан-Ахав (682—741 совместно с)
- Как-Тилиу-Чан-Чак (K’ak' Tiliu Chan Chaak) (693—728)
- неизвестный по имени царь (?)
- Яш-Майю-Чан-Чак (Yax Mayuy Chan Chaak) (741? — 744)

- Как-Йипий-Чан-Чак (K’ak' Yipiiy Chan Chac) (ок. 746 — ранее 755)
- Как-Укалав-Чан-Чак (K’ak' Ukalaw Chan Chac) (755 — после 780)
- Кех-…ль-Кавиль (?)
- Ицамнах-Кавиль (Itzamnaj K’awil) (784 — после 810)
- Вашаклахун-Убах-Кавиль (Uaxaclajuun Ub’aah K’awil) (814 — ?)
- Кактак-Чан-Чаки (уп. 842)